# كريس غوين
كريس غوين (بالإنجليزية: Chris Gwynn)‏ هو لاعب كرة قاعدة أمريكي، ولد في 13 أكتوبر 1964 في لوس أنجلوس في الولايات المتحدة.

## وصلات خارجية
- كريس غوين على موقعبيزبول رفرنس.كوم (الدوري الرئيسي) (الإنجليزية)
- كريس غوين على موقعبيزبول رفرنس.كوم (الدوري الثانوي) (الإنجليزية)
- كريس غوين على موقع مشجعي الرسوم البيانية (الإنجليزية)
- كريس غوين على موقع أوليمبيديا (الإنجليزية)